# Скотдејл (Џорџија)
Скотдејл (енгл. Scottdale) насељено је место без административног статуса у америчкој савезној држави Џорџија.

## Демографија
По попису из 2010. године број становника је 10.631, што је 828 (8,4%) становника више него 2000. године.
| Група             | 2000.         | 2010.         |
| Белци             | 3.427 (35,0%) | 3.178 (29,9%) |
| Афроамериканци    | 4.761 (48,6%) | 4.072 (38,3%) |
| Азијати           | 941 (9,6%)    | 2.455 (23,1%) |
| Хиспаноамериканци | 444 (4,5%)    | 564 (5,3%)    |
| Укупно            | 9.803         | 10.631        |